# Gustaf Svensson (1860–1937)

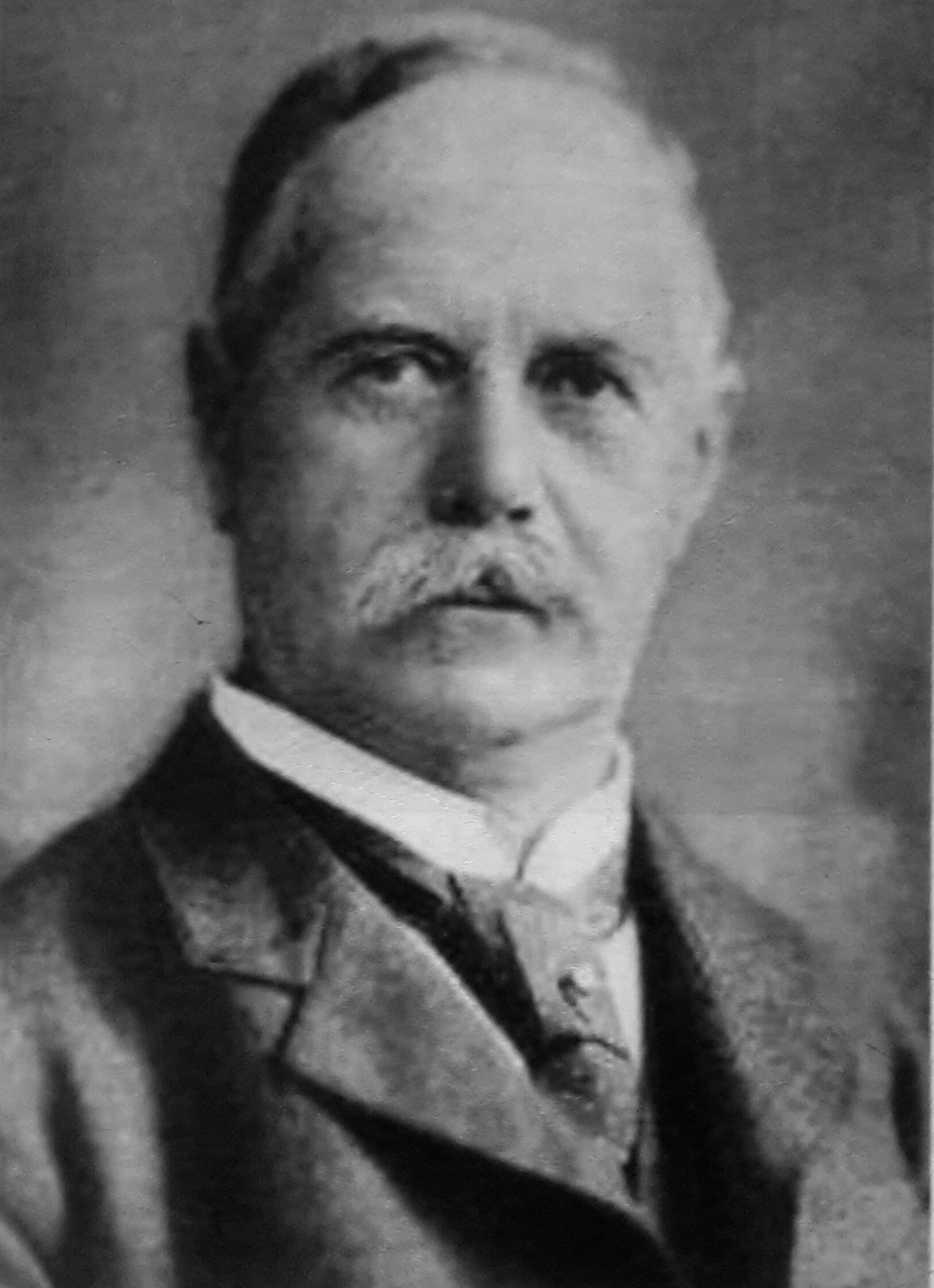
Gustaf Svensson porträtterad av Johannes Jaeger.

Carl Gustaf Vilhelm Svensson, född 2 september 1860 i Lindesberg, död 30 januari 1937, var en svensk affärsman och direktör.
Han var son till hattmakaren Gustaf Svensson och Carolina Lindström samt yngre bror till Ivan Svensson; från 1916 var han gift med Tyra född von Hedenberg. Efter avslutad skolgång anställdes han en kortare tid som kontorsbiträde vid Skyllbergs Bruk AB innan han gick till sjöss. Under 1880-talet var han anställd som säljare för Jernmanufaktur AB i Eskilstuna där även produkter från Skyllbergs bruk ingick i sortimentet. Han grundade ett företag som bedrev agenturaffärer och en järnhandel i Lindesberg. Dessutom bedrev han spekulationsaffärer i tenn och var ägare till en av landets största grosshandel i järnmanufaktur och andra metallvaror med mera i Stockholm. Under cirka 20 år var han huvudägare av Skyllbergs bruk men 1917 sålde han delar av sitt aktieinnehav till brodern Ivan, så att denne då blev majoritetsägare. Efter att brodern avled 1918 blev han verkställande direktör i Skyllbergs Bruks AB. Han drabbades av en svår sjukdom 1925 och för att minska ner arbetsbördan sålde han 1927 sin stora och vinstdrivande grosshandel till konkurrenten Söderberg & Haak AB men kvarstod som direktör för Skyllbergs fram till 1928.